# 神山村 (新潟県)
神山村（かみやまむら）は、かつて新潟県北蒲原郡にあった村。

## 沿革
- 1901年（明治34年）11月1日 - 北蒲原郡天神塚村、山倉村が合併して、神山村を新設。
- 1919年（大正8年）11月10日 - 本田村、中浦村との境界変更[1]。
- 1952年（昭和27年）12月1日 - 一部の区域を分離し、北蒲原郡長浦村に編入。
- 1956年（昭和31年）9月30日 - 北蒲原郡笹岡村と合併し、笹神村となり消滅。

## 交通

### 鉄道路線
- 日本国有鉄道
  - 羽越本線
    - 神山駅